# Анцев, Михаил Васильевич
Михаил Васильевич Анцев (12 октября 1865 — 21 июля 1945) — советский белорусский композитор, хоровой дирижёр, хормейстер и педагог.

## Биография
Михаил Анцев родился 12 октября 1865 года.
В 1894 году Анцев окончил Санкт-Петербургскую консерваторию имени Римского-Корсакова по классу композиции. С 1896 года преподавал хоровое пение в учебных заведениях Витебска (в 1896—1906 годах в Витебской гимназии). В 1905—1912 годах редактировал газету «Витебские губернские ведомости» и приложение «Народный листок». В 1918 году был одним из организаторов Витебской народной консерватории, в которой читал лекции по истории музыки и руководил хором.
Мастер хоровой музыки. После Октябрьской революции был одним из первых композиторов, обратившихся к революционной теме.
Автор хоров и песен на стихи белорусских поэтов — «На ниве» Я. Коласа, «Первое мая» М. Чарота, «Серп и молот» Я. Купалы и других.
Среди произведений М. В. Анцева обработки белорусских народных песен «А в поле Ива», «Кума моя кумушка», «Го-го-го, Коза», «Лучина-лучиночка», романсы, кантата «К столетнему юбилею Пушкина», гимн «В память столетия отечественной войны 1812 года», хоры «Реквием» («Не плачьте над трупами павших бойцов»), «Пролетарская колыбельная».
Анцев — автор учебных пособий, методических работ, в том числе «Нотная терминология. Справочный словарь» (Витебск, 1904).
М. В. Анцев был членом Витебской губернской учёной архивной комиссии.
Похоронен на Новодевичьем кладбище в 1945 году.